# KJS
KJS是KDE的ECMAScript、JavaScript引擎，最初是由哈里·波頓在2000年為KDE項目的Konqueror瀏覽器開發。
在2002年6月13日，馬切伊·斯塔霍維亞克在郵寄清單宣布，Apple釋出JavaScriptCore，一個基於KJS 的用於macOS的框架。通過WebKit項目，JavaScriptCore已經演變成SquirrelFish Extreme，一個編譯JavaScript代碼成為原生機器碼的JavaScript引擎。

## 外部連結
- JavaScript (ECMAScript) - kde.org
- OpenDarwin's Javascript engine based on KJS （页面存档备份，存于）